# Марш смрти у Брну
Марш смрти у Брну уобичајен је назив не само за расељавање немачког становништва из Брна 30–31. маја 1945. године већ и за њихову дању судбину. Тих дана хиљаде људи било је приморано да напусти град на основу примене принципа колективне кривице или језика којим су се користили. Око 20.000 људи прошло је такозвани Брнски марш смрти, током којег је око десетина њих умрло од исцрпљености.
У чешком друштву опстају мишљења да марш, у ствари, осим избијања епидемије у логору Похорелице, није представљао никакву опасност за  старије особе и мајке са децом немачке народности. Спорови се не односе само на број прогнаних  и на ток читавог догађаја и одговорност институција које су учествовале и њихових представника, већ и на број жртава. 
Расељавање жена, деце и стараца из Брна догодило се на основу резолуције Покрајинског националног комитета од 29. маја 1945. године.  То се догодило и пре него што је протеривање немачког становништва са територије Чехословачке одобрила Потсдамска конференција. Мера се углавном односила на жене, децу и старије особе, јер су одрасли и војно способни мушкарци у Брну морали да помогну у чишћењу рушевина.
Поход је започео увече 30. маја 1945. године, када је око 20 до 25.000 брњских Немаца кренуло пешице под надзором наоружаних стражара  до Рајхрада и даље до логора у Похорелицама у регији Брецлав. Одатле су неки од њих наставили даље до Микулова и Аустрије, где је отишло око 15.000 људи. Остатак је остао у Похорелицама.
Према сведоцима, услови су током марша били веома тешки. Многи учесници су умрли од исцрпљености, од ширења болести и од окрутног поступања стражара. Према дневнику Млада фронта ДНЕС из јуна 2005. године, они су углавном регрутовани међу запосленима у брновској Збројовки
Подаци о броју жртава знатно варирају. У Чешкој се обично пријављује 1.700 смртних случајева. Међутим, немачки извори такође говоре о више од 5.000 жртава. 
Догађајем се у прошлости бавила чешка полиција. Истрага 1996. године завршена је закључком да су три особе умрле у маршу, а других 457 се затим срело у логору у Похорелицама због исцрпљености, дијареје, дијареје или неправилне прехране. Према новинарима, полиција која је истраживала случај због сумње у злочин геноцида, одложила је случај
Жртава депортације из Брна означене су спомен-обележјем у близини Похорелице, где је након рата био логор за нужду, у којем је умрло неколико стотина људи. Спомен-камен посвећен је и жртвама марша у врту манастира Августинаца на тргу Мендел у Брну, где је започео трагични марш.
Према попису становништва из 1930. године, у Брну је живело укупно 257.256 становника, од чега је 52.165 изјавило немачку националност, односно приближно петину.

## Ситуација у Брну након Другог свестког рата
Чак и након Другог светског рата, Брно је задржао своју позицију другог највећег града у Чехословачкој, а обновом покрајина поново је постао главни град моравско-шлеске земље . Брно је такође имало статус статутарног града, с тим што је Велико Брно било независна политичка област.
Дана 26. априла 1945. године град су ослободиле трупе Другог украјинског фронта Црвене армије и Прве румунске армије. Дана 27. априла 1945. канцеларија Националног комитета покрајинске престонице Брно преузела је управљање градом и сместила се у зграду Нове градске куће на Доминиканским наместима. 
У општинама је постепено успостављено десет локалних националних комитета. Комунисти, који „нису крили напоре да стекну водећу улогу“ освојили су дванаест места, и активно су се залагали за покретање Националног комитета за Велико Брно. Док су социјалдемократи и националсоцијалисти добили шест места, Народна странка четири, а нестраначки два.  Таква расподела политичких партија била је у супротности са програмом владе из Кошица, која је констатовала једнакост политичких партија приликом попуњавања националних одбора. Према дипломском раду Михала Шкерлеа, комунисти су ову неједнаку заступљеност требали постићи „између осталог обмањујући своје политичке партнере“.  Владимир Матула (КСЧ) и Франтишек Пишек (КСЧ) постали су први председник националног комитета. Социјалдемократија је послала Станислава Шулца . Национални комитет за Велико Брно такође је заузимао положај националног комитета за читаву моравско-шлеску земљу.
Састанак Националног комитета за Велико Брно одржан је 3. маја 1945. године. На састанак је стигао и поручник Бедрих Стеинер као представник чехословачке владе и војске. Штајнер је стигао кући са чехословачким војним јединицама са истока и представио свој предлог концентрације брњских Немаца у Брну. Генерал Лудвик Свобода (министар националне одбране), Вацлав Носек (министар унутрашњих послова), Бохумил Лаушман (министар индустрије), Јарослав Странски (министар правде), Франтишек Хала (министар пошта ), Бохумил Бочек (начелник Министарства националне одбране) и Бедрицх Покорњи (Командант Гарде националне безбедности) састали су се са представницима Националног комитета 7. маја 1945.  године. Током састанка обраћали су се питању Немаца у Брну. Министар Носек није крио чињеницу да људи треба сами да реше ово питање, а генерал Свобода је рекао,  да унутрашња безбедност републике захтева да се решимо Немаца и Мађара.  Дана 12. маја 1945. године изабран је дванаесточлани Покрајински национални комитет на челу са Франтишеком Лоубалом.  
После бомбардовања Брна, велики део стамбеног фонда у основи је био у рушевинама, снабдевање готово да није функционисало, као и да је саобраћај био прекинут. Поред Црвене армије, у Брну су живеле и хиљаде немачких ратних заробљеника, избеглица, повратника из концентрационих логора. Стога није изненађујуће што су се међу становништвом почели јављати захтеви за убрзаним решењем ове ситуације. То је крајем априла 1945. године резултовало антинемачким отпором (хапшење Немаца и колаборациониста). Политички адут комуниста са национал-социјалистима такође је ометао свеукупну ионако напету атмосферу.
Командант гарде националне безбедности, капетан Бедрих Покорњи, издао је наредбу 11. маја да се притворе сви Немци (старији од 12. године). Немци су се требали вратити својим кућама након три дана. Немци су такође били „фокусирани“ са потврдом истражних комисија о њиховој лојалности. Чак и ноћу, и старци и жене са децом смештали су се у разне јавне зграде по граду, а мушкарци у кампове. 

После одласка Немаца, у Брну је остало око 10.000 празних станова које су Чеси одмах почели да заузимају. Писац из Брна Војтех Јестраб (затвореник и борац отпора) наводи у својим мемоарима објављеним под насловом Додир до голотиње: 
Ови криминални и полу-криминални елементи једноставно су се сложили да лансирају сврсисходну бенгалку и бесни гадови налетели су на то, ... оклопници су одмах деловали. Док су њихове делегације договарале благослов одозго (у партијским секретаријатима), они су у погону поставили особље за протеривање и грозничаво окупљали гарду извршитеља. Доласком мрака (...), у испражњеним становима завладала је велика тутњава и грабеж. Украдено је, све из фиока, одвучен намештај (често само у кући), однешене слике. Али у многим случајевима станови су такође били усељени одмах.
Војтех Јестраб, Додир до голотиње, Брно 2000, стр. 39 [9]
Историчар Адриан вон Арбург описује „усмена упутства или савете“ које су тада давали чланови владе као „јасне позиве за примену дискриминаторних мера, а пре свега за покретање операција расељавања у већем обиму“. 
Комунисти Вацлав Носек, Зденек Копецњи и национал-социјалиста Јарослав Страњски успротивили су се владином предлогу Зденека Фиерлингера од 12. маја, који је инсистирао на позиву да се напусти насиље и „линч“ усмерен првенствено на становништво и снаге безбедности, а влада се коначно одлучила за насиље.
Када се Едвард  Бенеш вратио у Брно из егзила преко СССР-а градске власти примиле су га као председника у градској већнице и маса га је позвала да говори. У неколико реченица Бенеш је овако прокоментарисао питање Немаца у Чешкој:
Хвала вам искрено  на заиста топлој и дирљивој добродошлици по повратку кући. И могу вам рећи да ми је искрено драго што сам код куће.  Било је дуго, понекад је било тужно, али никада нисмо очајавали, никада нисмо одустајали и морали смо да победимо. Ајмо одмах на посао. И направићемо ред између нас, посебно овде у граду Брну са Немцима и свима осталима. Мој програм је  (не кријем га) да морамо елиминисати немачко питање у републици. У овом послу ће нам требати сва снага свих вас.

Говор председника др Едвард Бенеш са балкона градске куће 12. маја 1945. у Брну.

У свом говору 16. маја у Праг на  Староградском тргу предсетник Бебеш је изоштрио своју формулацију и отворено говорио о потреби да се 
"елиминишу бескомпромисно Немаца у чешким земљама и Мађари у Словачкој, јер само ликвидацијом може да се постигне уједињена национална држава Чешка и Словачка.
  
Два дана касније, председник је посетио Кунићеве спаваонице и рекао председавајућем комисије за истрагу озлоглашених брњских Немаца: 
Вама је јасно и свима нама да ће ликвидација Немаца бити потпуна. 

## Ток догађаја
Акција је започета  31. маја 1945. године, када су  становници Брна Немачке националности  сакупљени су у августинском манастиру Светог Томе у Старом Брну. Следећег дана, људи су пребачени око 55 километара према аустријској граници, заједно са немачким и двојезичним становницима околних села. Колону су углавном чиниле жене, деца, малишани и новорођенчад, као и старци. Већина млађих мушкараца је у то време било у заточеништву или су били у логорима у граду или околини, нпр. у  Замак Шпилберк (који је временом прерастао у тврђаву и служио као најутврђенији затвор у Аустро-угарској) Многи нису били у стању да ходају по екстремној врућини и без организованог снабдевања водом и храном и као покођени падали су на руб пута.
Након што је у почетку одбијен прелазак преко аустријске границе, преживели који су стигли у Похоржелице (Брно-околина) одмах су заточени у складишту за жито. У њему је умрло више људи јер је у овом логору избила глад и епидемија.
Још један марш одиграо се из линијског уреда у улици Винер Штрасе, 6. јуна 1945.  године, након издате претходне наредбе, на основу које су учесници марша требали са собом понети храну за три дана, а сав новац морали су предати под претњом да ће бити упуцани. Чеси или Русу који су стајали су на сваких 20 корака, у 23 часа покренули су несрећну колону заточеника преко Модрица до Раигерна, коју су успут ударали кундацима и  злостављали на разне начине. После три сата маршевања колона је стигла до Похоржелица по киши која је падала шест сати. Тамо су спавали на пиљевини у баракама. Свакодневно је педесетак људи умирало од дизентерије и тифуса. Неки су због слабости остали у логору више од три дана. Расељени су у логору били препуштени сами себи.
Тек након дугог оклевања, у јуну 1945. године отворена је граница доње Аустрије, коју су тада окупирали Совјети. Чак и након доласка на аустријску територију, смрт болесних и неухрањених жртава се наставила. Око 1.000 њих пронашло је своје последње почивалиште на аустријским гробљима.

## Епилог
Отприлике 10.000 Немаца, који су још увек могли да марширају, тога дана из Брна је поведено према Микулову и Аустрији. Тачан број умрлих Немаца разликује се, између чешких и немачких историчара. Током читаве акције расељавања Немаца из Брна претпоставља се да је умрло 1.691 лице (по чешким изворима) односно 4.140 (по Немачким изворима).
Извештај Комисије Града Брно из 1996.
Градска власт Брна 1996. године основала је комисију, са циљем да истражи узроке смрти Немац током Марш смрти у Брну и број расељених Немаца из Брна. Комисија је дошла до следећег закључка:
- 170 прогнаних умрло на путу кроз чешку територију,
- 459 прогнаних страдало је у логору Похорелице,
- 170 прогнаних умрло је у околним селима око логора Похорелице, где су били распоређени бивши становници Брна због недостатка простора у кампу (укупно 629 људи).
- 1.062 прогнаних умрло је током пута до коначног одредишта у Аустрији

Што значи да је је на путу од Брна до Аустрије страдало укупно 1.691 Немаца. 
Према мишљењу комисије сви Немци су умрли од старости или последица дизентерије или дијареје. Како није било насилних убистава, случај је одложен.
У својој студији историчар Томаш Станек оповргава чешко испитивање мртвих током путовања у Похорелице. Станек оперише са бројем од 1.691 жртва са обе стране границе одмах током марша, додајући да тај број можда није тачан и коначан.
Извештај истраживања спроведених у Аустрији
Аустријска страна у својој опсежној студији наводи да је:
- 1.950 људи умрло на путевима током марша,
- 2.000 људи у логору Похорелице и 190 људи у околним селима.

Према томе аустријска страна наводи број од око 4.140 немачких жртава. Извештај такође помиње случајеве насиља и убистава које чешка страна негира.
| Изнад 50 година | Испод 20 година | Око 40 година |
| --------------- | --------------- | ------------- |
| 22%             | 32%             | 46%           |

## Изјава о помирењу и заједничкој будућности
У уторак, 19. маја 2015. године, представници града Брна изгласали су „Декларацију о помирењу и заједничку будућност“ у част 70. годишњице завршетка Другог светског рата. За поднесену декларацију гласало је: 
- тринаест чланова Чешког  популистичког  политички покрета (АНО) ,

- седам представника  Хришћанско-демократска унија - Чехословачка народна странка (КДУ-ЧСЛ),

- четири члана странке Зелених,

- шест представника групе Рецесивна грађанска иницијатива  (Žít Brno).

- четири члана опозиционе Чешка либерално конзервативна  странка десног центра (ТОП 09) који су се такође придружила коалицији у градској кући.

Одмах на почетку гласања, опозициони грађански и социјалдемократи одбили су да гласају о декларацији, док су се комунисти успротивили њеном усвајању. 
„Ако будемо у стању да се суочимо са историјом, моћи ћемо да размислимо куда идемо и шта бисмо желели да спречимо у будућности“, коментарисао је декларацију градоначелник Брна Петр Вокрал. Декларацију су подржала 34 представника.
Станислав Јуранек (члан КДУ-ЧСЛ) и заменик министра Јужноморавског региона, изразио је критику на рачун декларације, председнику Михалу Хашеку (ЧССД) који се снажно изјаснио против декларације.
Ондреј Лишка, члан Зелене странке, који је коаутор оригиналне изјаве коју је покренуло Удружење младих за интеркултурално разумевање, поздравио је декларацију, за коју се очекује да ће бити снажније формулисана.
Реакција немачке стране на декларацију

Декларација је на немачкој страни изазвала снажан одговор, у коме је на пример, аустријски дневник Куриер написао: 
„Тонови помирења из Брна могу се упоредити са сензацијом“.
  Портпарол „Судетско немачко удружење сународника” Бернд Поселт,  такође је позитивно оценио извињење, као знак добре воље,  а Хана Закхари из Немачке културне асоцијације у Брну. је навела у својој изјави:
Драго ми је што интересовање за ове несрећне дане и недеље, као и за дугогодишњу заједничку историју, почиње да се буди у колективном сећању у Брну. Након година потпуног губитка свести о догађајима око протеривања брњских Немаца, град данас не зазире од овог одељка историје и први пут у толикој мери обележава трагичне догађаје. У поређењу са дикцијом документа из 2001. године, ова изјава је конкретнија и прецизније наводи оно што се догодило “, описала је Хана Закхари из Немачке културне асоцијације у Брну.

### Места сећања
Више деценија након овог догађаја настала су спомен обележја на више локација у Чешкој и Аустрији: 
- Спомен обележје у августинском манастиру у Брну (сабирном месту), који је подигнуто на 70. годишњицу (2015)

- У месту Похоржелице, на пола пута између Брна и границе са Доњом Аустријом, налази се неколико масовних гробница жртава марша смрти. Један од њих са 890 гробова препознатљива је као гроб са једноставним спомен-каменом; међутим, простор изнад гробова и даље се користи за пољопривредне радове.
- У башти аугустинског самостана Светог Томе у Старом Брну спомен-камен постављен 1995. године као спомен на жртве брњског марша смрти.
- На бројним локалним гробљима дуж трасе марша смртни у Аустрији, налазе се гробови и споменици у знак сећања на догађаје (на пример, у Драсенхофену , Стеинебруну, Хернбаумгартену, Поисдорфу, Ветзелсдорфу, Мистелбаху, Волкерсдорфу, Бад Пираварту, Вилерсдорфу, Стамерсдорфу, Пуркерсдорфи и Ердбергу.
- 2004. године, на фасади Алтватертурма у Франконској шуми постављена је спомен-плоча у знак сећања на жртве марша.

- Места сећања на марш смрти
- Спомен-плоча на масовној гробници на гробљу у Драсенхофену
- Спомен-камен у августинском манастиру у Брну, подигнута на 70. годишњицу догађаја (2015)
- Спомен плоћа на фасади Алтватертурма у Франконској шуми

### Белетристика
- Ota Filip: Die stillen Toten unterm Klee. Langen Müller, München 1992,  3-7844-2417-1.
- Kateřina Tučková: Gerta. Das deutsche Mädchen. Klak Verlag. 2018,  978-3943767971.